# نادي دجوليبا
نادي دجوليبا الرياضي (بالفرنسية: Djoliba Athletic Club)‏ نادي كرة قدم مالي يلعب في دوري الدرجة الممتازة، وهو أحد أهم ناديين في البلاد مع الملعب المالي. تم تأسيس النادي في سنة 1960 .